# شکیبایی

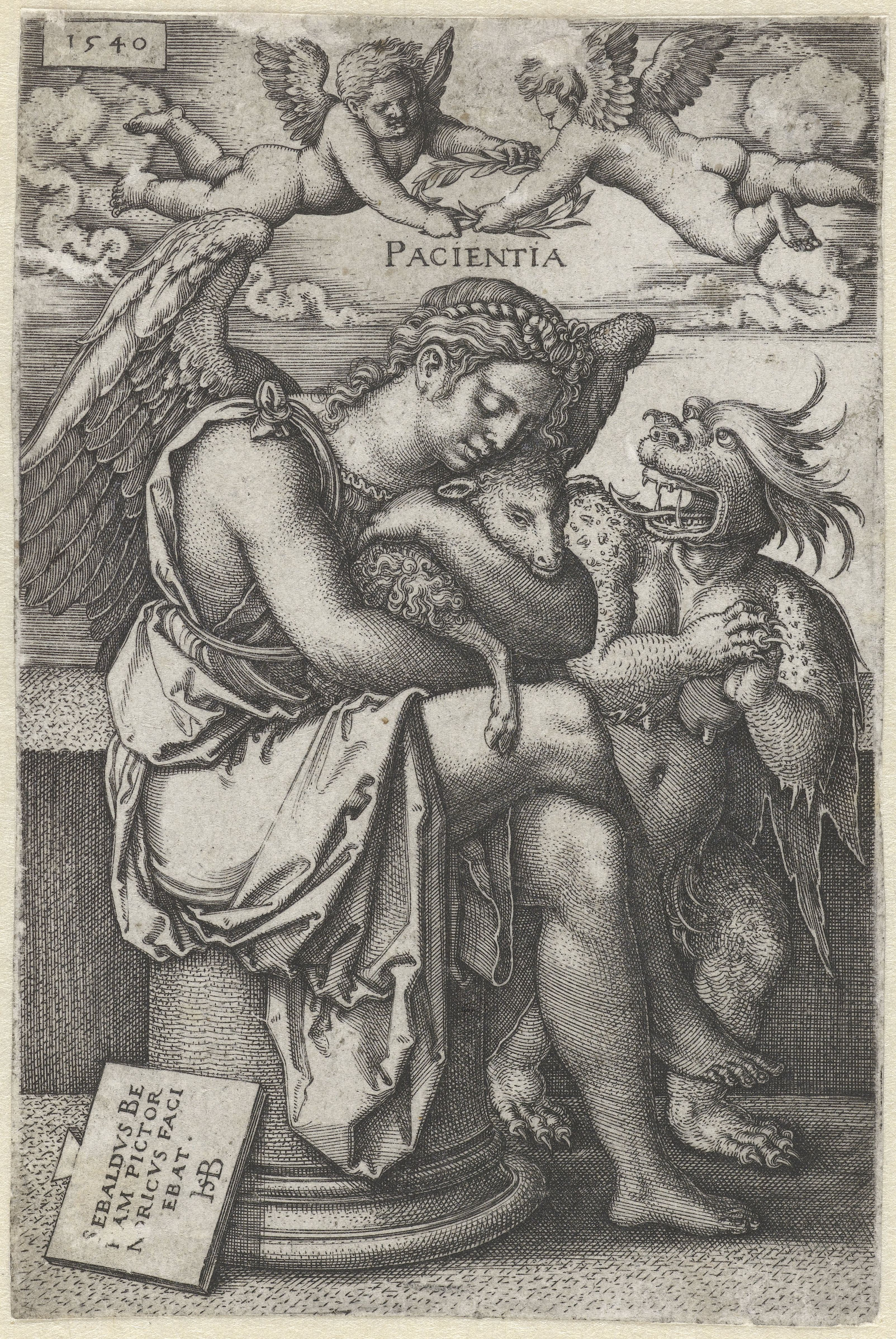
تابلو حکاکی، صبر اثر هانس سیبالد بهام ۱۵۴۰م

خویشتن‌داری، بردباری، تحمل یا صبوری (صبر کردن؛ اسم فاعل: صابر، صبور، شکیبا) یکی از راه‌های مقاومت انسان در شرایط دشوار است؛ که می‌تواند اشاره به پایدار نشان‌دادن انسان در برابر موقعیت‌های تحریک یا تأخیر باشد؛ بدون آنکه باعث دلخوری، خشم یا سایر راه‌های منفی شود.
خویشتن‌داری میزان سطحی از تحمل فرد است، پیش از اینکه فرد واکنش منفی نشان دهد. همچنین این لغت به منظور اشاره به صفت و فضیلت ثابت‌قدم بودن و تعجیل نکردن شخص در امری به کار می‌رود؛ که متضادهای آن عجله و عجول بودن است.
خویشتن‌داری نمادی از تحمل هر انسان در زمانی است که وی تحت فشار و شرایط و محیط بوده و به ویژه هنگامی که با مشکلات طولانی مدت مواجه شده باشد.
در صورتی که فردی بتواند اندیشه و رفتار خود را به گونه‌ای تنظیم کند که فشارهای درونی و بیرونی متوقف شود، سپس کاری را انجام دهد که باور دارد درست و به جاست ، می‌توان او را خویشتن‌داری نامید.

## از دیدگاه علمی
در روانشناسی تکاملی و علوم اعصاب شناختی خویشتن‌داری به عنوان یک مشکل تصمیم‌گیری بین دو انتخاب، مثلاً انتخاب پاداش کوچک در کوتاه مدت، یا انتخاب پاداش ارزشمندتر در دراز مدت مورد مطالعه قرار گرفته‌است. در تمام حیوانات که انسان نیز جزو آن‌هاست، تمایل به پاداش کوتاه مدت بیش از پاداش‌های طولانی مدت می‌باشد. با وجودی که غالباً پاداش‌های طولانی مدت نسبت به پاداش‌های کوتاه مدت از مزایای بیشتری برخوردار هستند.